# Odelström
Odelström var en svensk adelsätt.

## Historik
I Anreps ättartavlor uppges Carl Henriksson som ättens stamfader. Denne var inspektor över drottning Hedvig Eleonoras "livgeding" Strömsholms län. Hans hustru var Catharina Odhelia, en dotter till Erik Odhelius och hans hustru Margareta Laurelia, som var dotter till biskop Olaus Laurelius och Margareta Kenicia, ärkebiskop Petrus Kenicius dotter och tillhörande Bureätten. Hennes syster var gift med ärkebiskop Erik Benzelius d.ä. och är stammoder till ätten Benzelstierna, och brodern adlades Odelstierna.
Paret fick två söner, Carl och Erik, vilka upptog namnet Odelström. De adlades år 1711 på bibehållet namn och introducerades på nummer 1450 år 1719. Den äldste av bröderna, Carl Odelström, var bibliotekarie vid Kungliga biblioteket och riksbibliotekarie åren 1715-1721, men avled ogift och slöt själv sin ättegren. Hans bror Erik Odelström började som volontär vid Fortifikationen och gjorde en karriär inom militären innan han blev landshövding i Västernorrlands län. Efter sitt adlande skrev han till Käggleholm. Till hustru hade han friherrinnan Brita Maria Feif, med vilken han fick ett barn, sonen Carl Casten Odelström som efter en tjänst som kopist vid Inrikes expeditionen levde på Käggleholm. Han var ogift och slöt ätten på svärdssidan år 1756.